# アーヴ・カネモト

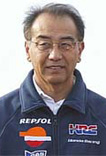
アーヴ・カネモト

アーヴ・カネモト (Erv Kanemoto、1943年5月7日 – ) はアメリカ合衆国ユタ州出身のオートバイのメカニック、レーシングチームのオーナー。

## 経歴
農家の息子として生まれ、彼のメカニック人生は10代の頃ボートレース用のエンジンに触れることから始まった。後には彼の姉貴のためにカートのエンジンチューンを行うようになった。
1968年、カワサキにレースメカニックとして雇われた。1973年にはライダーのゲイリー・ニクソンと組み、速いが扱いにくい2ストローク3気筒750ccのカワサキ・H2RでU.S.国内ロードレース選手権を制した。
1979年にニクソンが引退すると、カネモトはヤマハに移り、若いフレディ・スペンサーと組んで250ccクラスの国内選手権を制した。翌1980年もスペンサーと組み、1981年にはロードレース世界選手権のヤマハチームメカニックとしてヨーロッパに渡り、元500ccクラスワールドチャンピオンのバリー・シーンと組むことになった。
カネモトはその後ホンダに移籍し、フレディ・スペンサーを1983年の500ccクラスチャンピオン、1985年の500cc、250ccダブルチャンピオンの栄光に導いた。

## カネモト・レーシング

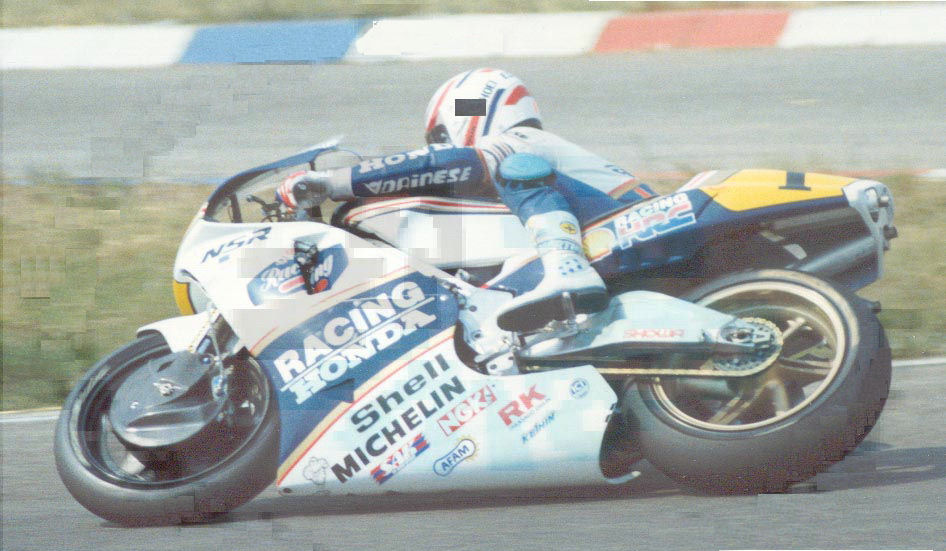
1989年 ロスマンズ・カネモト・ホンダNSR500を駆るエディ・ローソン

### 1989 - 1990
1989年にカネモトは独立し、自らがオーナーのカネモト・レーシングを設立する。エディ・ローソンを擁してロスマンズ・カネモト・ホンダとして500ccクラスに参戦、HRC直営ワークスチームを破り、初年度にして見事チャンピオンに輝いた。翌1990年にはローソンに代わりワイン・ガードナーと組んだが、二度のクラッシュが影響しシーズン2勝・シリーズ5位に終わった。

### 1991 - 1992
1991年は250ccクラスにエントリーし、ルカ・カダローラをチャンピオンに導く。15戦中8勝、12戦で表彰台に立つ圧倒的な勝利だった。翌1992年には250ccと500ccの両クラスに参戦し、250ccクラスではカダローラが2連覇を果たした。一方500ccクラスでは再びガードナーと組んだが、開幕戦で右足を骨折してしまい、代役として2戦出場したダリル・ビーティーが3位と6位を記録した。その後復帰したガードナーは1勝を収めるが、この年で引退することになった。

### 1993 - 1994
1993年からは再び250ccクラスのみのエントリーに戻る。アプリリアから移籍のマックス・ビアッジと、WGPフルエントリー初年度となる青木宣篤の2人を起用し、前年にGP初勝利を挙げていたビアッジにはメインスポンサーとしてロスマンズのサポートが付いた。NSR250で2人ともそれぞれ1勝を挙げ、ビアッジがシリーズ4位、宣篤がシリーズ11位に入った。同年7月に行われた鈴鹿8時間耐久レースでは、全日本500ccクラスに参戦する辻本聡をサポートしていたam/pmとジョイントする形で、辻本とエディ・ローソンのコンビで挑んだチームの監督も務め、ホンダ・RVF750で決勝2位表彰台を獲得した。
1994年にはワークスホンダと同様ロスマンズのスポンサードを失い、HRCワークスカラーでの参戦となった。全日本ロードレース選手権チャンピオンの岡田忠之を擁し、岡田はシーズン2勝、シリーズ2位に入る活躍を見せた。

### 1995 - 1996
1995年にチームは500ccクラスに復帰した。アレックス・バロスを擁してMobilカラーのマシンで参戦し、シリーズ7位の成績を収めた。1996年にはかつての盟友カダローラと再び組み、シーズン2勝・シリーズ3位に入る活躍を見せた。カダローラの駆ったNSR500は、大きなスポンサーのない純白のカラーリングだった。

### 1997 - 1998
1997年は250ccクラスに戻り、再びビアッジと組んでマルボロ・チーム・カネモト・ホンダとして参戦。前年までアプリリアでクラス3連覇を果たしていたビアッジは、シーズン5勝で見事4連覇を達成する。翌1998年はマルボロ、ビアッジと共に500ccに移り、開幕戦で優勝を果たしたビアッジはシーズン2勝、シリーズ2位に入る活躍を見せた。

### 1999
1999年にはビアッジに代わりジョン・コシンスキーがチームに加入、メインスポンサーを失い、ブルーのカラーリングのNSR500でシーズンを戦った。開幕戦でポールポジションを獲得したものの、思ったような結果を残せず、コシンスキーはシリーズ8位に終わった。資金難に苦しんだチームは、この年をもってGP参戦を一時休止することになる。

### 2000-2002
2000年からは、最高峰クラス参戦を目指すブリヂストンと契約を結び、開発担当チームとしてテストをおこなうようになった。2002年にはタイヤの実戦テストを目的に、同社のスポンサードを得てユルゲン・ファン・デン・グールベルクをライダーに擁してGPに復帰を果たした。しかしこの年からMotoGPに改称され、4ストローク車勢有利となっていた最高峰クラスでは、2ストロークのNSR500では満足な結果は残せず、グールベルクはシリーズ13位に終わった。この年以降、カネモト・レーシングの世界選手権への参戦は行われていない。

## チーム休止後の活動
チームとしての参戦休止後も、アーヴ・カネモトはMotoGPとの関わりを保った。2004年には、スズキMotoGPチームにテクニカルコンサルタントとして招かれ、ケニー・ロバーツJr.と組んだ。翌2005年にはレプソル・ホンダチームにテクニカルディレクターとして招かれ、かつての盟友マックス・ビアッジと組むことになった。

## 受賞歴
2001年、アーヴ・カネモトはオートバイの殿堂(Motorcycle Hall of Fame)入りを果たした。